# Plesiocoris rugicollis
Plesiocoris rugicollis är en insektsart som först beskrevs av Carl Fredrik Fallén 1807.  I den svenska databasen Dyntaxa används istället namnet Lygocoris rugicollis. Enligt Catalogue of Life ingår Plesiocoris rugicollis i släktet Plesiocoris och familjen ängsskinnbaggar, men enligt Dyntaxa är tillhörigheten istället släktet Lygocoris och familjen ängsskinnbaggar. Arten är reproducerande i Sverige. Inga underarter finns listade i Catalogue of Life.